# Hoplitis maghrebensis
Hoplitis maghrebensis är en biart som först beskrevs av Van der Zanden 1992.  Hoplitis maghrebensis ingår i släktet gnagbin, och familjen buksamlarbin. Inga underarter finns listade i Catalogue of Life.